# Sínode de Whitby
El sínode de Whitby va ser una important reunió de monjos cristians irlandesos i romans, al costat d'autoritats polítiques que es va celebrar a la ciutat de Whitby, aleshores capital del regne de Northúmbria, a l'actual Anglaterra, l'any 664. S'hi va definir la direcció religiosa a prendre en el conflicte plantejat entre el cristianisme dels monjos irlandesos i el dels romans. Va ser convocat pel rei Oswiu i celebrat a l'abadia de Whitby, monestir doble, encapçalat per la seva abadessa Hilda de Whitby.

## Antecedents
Durant la segona meitat del segle vi, monjos irlandesos havien arribat a Anglaterra, fundant una sèrie de monestirs, entre ells el de l'abadia d'Iona. Paral·lelament, l'Església de Roma havia enviat diversos monjos, entre ells Agustí de Canterbury, amb idèntica missió d'evangelització. Ambdues empreses missioneres van acabar xocant, a causa de les fortes discrepàncies de ritual, estil i organització que existien entre ambdues esglésies. En acabat molts anys en què Northúmbria va bascular alternativament entre donar-li el favor als monjos irlandesos o als romans, el rei Oswiu de Northúmbria es va decidir a concloure la qüestió.

La història de la reunió és referida per Beda el Venerable en la seva Historia ecclesiastica gentis Anglorum. Segons Beda (partidari de Roma), Oswiu hauria preguntat als monjos romans quins títols al·legaven per afirmar la seva superioritat jeràrquica sobre els monjos irlandesos, en vista d'aixó ells haurien citat el text bíblic de Mateu:
| «                            | ... Tu ets Pere, i sobre aquesta pedra edificaré la meva església... Jo et donaré les claus del regne dels cels: tot el que lliguis a la terra serà lligat al cel, i el que deslliguis a la terra serà deslligats als cels. | » |
| — Evangeli de Mateu 16:18-19 | |   |

afegint que Pere havia arribat després a ser Bisbe de Roma, i que més tard també havia nomenat els futurs bisbes d'aquesta ciutat com els seus successors i únics hereus, i finalment, que el bisbe de Roma els havia enviat a ells. Enfront d'aquestes argumentacions, Oswiu hauria preguntat als monjos irlandesos si ells podien reclamar també per a si mateixos semblants poders, al que ells, sens dubte, van replicar negativament. El rei hauria reflexionat aleshores que més li valia doblegar-se a la poderosa Església de Roma que als humils monestirs irlandesos, perquè de fer el contrari, en morir i arribar al cel podria trobar les portes tancades per qui tenia les seves claus.

## Conseqüències
El sínode de Whitby va marcar el fracàs del model de l'organització eclesiàstica dels irlandesos, basat en una xarxa de monestirs sense superior jeràrquic visible, i l'afirmació del model eclesiàstic romà basat no en monestirs sinó en bisbats territorialment organitzats i amb una rígida jerarquia. Es va dictaminar que l'Església de Northumbria adoptaria el càlcul romà de la Pasqua de Resurrecció i la tonsura monàstica romana en lloc de la celta. Tanmateix, l'activitat missionera irlandesa va continuar pels segles següents, i el vigor cultural mostrat pels mateixos desembocaria directament en el Renaixement carolingi entre els segles VIII i IX.